# سل ام موس
سل ام موس (به آلمانی: Zell am Moos) یک منطقهٔ مسکونی در اتریش است که در ناحیه وکلابروک واقع شده‌است. سل ام موس ۲۵ کیلومتر مربع مساحت دارد ۵۷۳ متر بالاتر از سطح دریا واقع شده‌است.